# Дивер, Фабрис
Фабри́с Диве́р (фр. Fabrice Divert; род. 9 февраля 1967[…], Кан) — французский футболист, игравший на позиции нападающего.

## Клубная карьера
Профессиональную карьеру начал в 1983 году в родном клубе «Кан». 20 мая 1989 года в гостевом матче последнего тура сезона 1988/89 против «Бордо», «Кан» после первого тайма уступал 2-0, но во втором Дивер оформил хет-трик и спас команду от вылета в Лигу 2. В 1991 году перешёл в «Монпелье». В сезоне 1994/95 получил серьёзную травму ноги и не смог оправиться от неё. В следующем сезоне был отдан в аренду в «Генгам», но травма сказывалась и Дивер принял участие только в 5 матчах. Вернувшись в «Монпелье» Фабрис провёл ещё 4 матча, а после завершил карьеру, в возрасте 29 лет.

## Карьера за сборную
Дебют за национальную сборную Франции состоялся 28 марта 1990 года в товарищеском матче против сборной Венгрии. Был включен в состав сборной на чемпионат Европы 1992 в Швеции. Всего Дивер провёл за сборную 3 матча и забил 1 гол.

### Гол за сборную
| Дата           | Место                              | Соперник  | Счёт | Результат | Турнир            |
| -------------- | ---------------------------------- | --------- | ---- | --------- | ----------------- |
| 19 ноября 1988 | Стад Олимпик де ля Понтез, Лозанна | Швейцария | 0-1  | 2-1       | Товарищеский матч |